# كبريتات الأمونيوم
كبريتات الأمونيوم هو مركب كيميائي له الصيغة المجملة H8N2O4S ، والصيغة المفصلة له NH4)2SO4)، ويكون على شكل بلورات عديمة اللون.
تتميز بلورات مركب كبريتات الأمونيوم أنها غير قابلة للاسترطاب ، ولا تتكتل على بعضها البعض.

## الخواص
- ينحل مركب كبريتات الأمونيوم بشكل جيد في الماء.
- تتفاعل المحاليل المائية لمركب كبريتات الأمونيوم بشكل حمضي ضعيف.
- لا ينحل مركب كبريتات الأمونيوم في المحلات العضوية.
- بالتسخين يتفكك مركب كبريتات الأمونيوم إلى بيكبريتات الأمونيوم محرراً الأمونياك.

## التحضير
يحضر مركب كبريتات الأمونيوم من تمرير غاز الأمونياك في حمض الكبريتيك ، ثم بتبخير حذر للمحلول الناتج.
مع الإشارة إلى أن التفاعل ناشر للحرارة بشكل كبير جدا.
أو بتفاعل الحديد مع حمض الكبريتيك المركز طبقا للتفاعل الأتي 
2Fe + 6H2SO4 → Fe2(SO4)3 + 6H2O + 3SO2
من ثمة تفاعل الناتج مع هيدروكسيد الأمونيوم طبقا للتفاعل الأتي 
Fe2(SO4)3 + 6 NH4OH → 2 Fe(OH)3 + 3 (NH4)2SO4

## الاستخدامات
- يستخدم مركب كبريتات الأمونيوم في مجال الأسمدة.
- يستخدم المركب أيضاً في مجال التجهيز ضد الحرائق.
- يعد مصدراً للنيتروجين في محاليل التغذية الخاصة بتكثير الخميرة.